# Кукаро (Салерно)
Кукаро је насеље у Италији у округу Салерно, региону Кампанија.
Према процени из 2011. у насељу је живело 30 становника. Насеље се налази на надморској висини од 183 м.